# دونالد رودولف
دونالد رودولف (بالإنجليزية: Donald Rudolph)‏ هو عسكري أمريكي، ولد في 21 فبراير 1921 في ساوث هافن في الولايات المتحدة، وتوفي في 25 مايو 2006 في غراند رابيدز في الولايات المتحدة بسبب مرض آلزهايمر.